# Швейцария на Играх доброй воли
Швейцария принимала участие в летних Играх доброй воли, начиная с Игр 1986 года. Также принимала участие в зимних Играх 2000 года.
На всех Играх спортивные делегации Швейцарии завоевали всего 2 медали, из них 1 золотую.

## Медальный зачёт

### Медали на летних Играх
| Игры          | Золото         | Серебро        | Бронза         | Всего          | Место          |
| Москва 1986   | 1              | 0              | 0              | 1              | 12             |
| Сиэтл 1990    | 0              | 0              | 0              | 0              | —              |
| 1994          | не участвовали | не участвовали | не участвовали | не участвовали | не участвовали |
| Нью-Йорк 1998 | 0              | 0              | 0              | 0              | —              |
| 2001          | не участвовали | не участвовали | не участвовали | не участвовали | не участвовали |
| Всего         | 1              | 0              | 0              | 1              |                |

### Медали на зимних Играх
| Игры             | Золото | Серебро | Бронза | Всего | Место |
| Лейк-Плэсид 2000 | 0      | 1       | 0      | 1     | 16    |